# Loxophlebia eumonides
Loxophlebia eumonides är en fjärilsart som beskrevs av Druce 1883. Loxophlebia eumonides ingår i släktet Loxophlebia och familjen björnspinnare. Inga underarter finns listade i Catalogue of Life.